# Siegfried Meier
Siegfried Meier (* 10. Juli 1924; † 17. Oktober 1977) war ein deutscher Fußballspieler.

## Laufbahn

### Verein
Der in Duisburg geborene Siegfried Meier machte relativ spät mit dem Fußballspielen Bekanntschaft. In französischer Kriegsgefangenschaft spielte er 1944 in einer Lagerelf von Marseille. Nach Kriegsende in Zwickau ansässig, spielte er zunächst 1946 kurze Zeit für Ebersbrunn und die SG Planitz in der ersten Kreisklassen-Elf. Mit Erfolg, denn schon 1948 spielte er in der Bezirksklasse für Cainsdorf. Nach Eingliederung der SG Cainsdorf 1949 in die ZSG Horch Zwickau wurde er sofort Stammspieler und entwickelte sich zu einem der besten Linksaußen im DDR-Fußball Anfang der 1950er Jahre.
Als Aktiver der ZSG Horch Zwickau gewann er 1949/50 die DDR-Meisterschaft vor der SG Dresden-Friedrichstadt. Mit der BSG Motor Zwickau stand er 1954 im FDGB-Pokalfinale, welches gegen den ZSK Vorwärts KVP Berlin  mit 1:2 Toren verloren wurde. Insgesamt kam Siegfried Meier auf 147 DS/DDR-Oberligaspiele für Motor Zwickau und erzielte dabei 37 Tore. Weitere 11 Oberligaspiele bestritt er 1951 für Vorwärts Leipzig ohne eigenen Torerfolg. Zudem wurde er bei Motor Zwickau in 22 FDGB-Pokalspielen eingesetzt, in denen ihm 9 Treffer gelangen.
Mit der Landesauswahl von Sachsen, für die er 4 Spiele (2 Tore) bestritt, gewann Meier 1951 den DDR-Länderpokal. 

### Nationalmannschaft
Für die Nationalmannschaft der DDR bestritt er insgesamt drei Länderspiele, so auch das erste Länderspiel gegen Polen am 21. September 1952 in Warschau, als er für den Außenstürmer Johannes Matzen eingewechselt wurde. Sein zweites Länderspiel absolvierte der Spieler von Motor Zwickau ebenso gegen Polen, wiederum wurde er für Johannes Matzen eingewechselt. Das Spiel endete am 26. September 1954 in Rostock mit einer 0:1-Niederlage für die DDR. Bei seinem dritten und zugleich letztem Länderspieleinsatz am 24. Oktober 1954 in Sofia gegen Bulgarien gelang Siegfried Meier der Ehrentreffer durch die Verwandlung eines Foulelfmeters zum 1:3-Endstand. Dies war der erste Elfmeter, den die DDR in ihrer Länderspielgeschichte zugesprochen bekam. Mit Abschluss der Saison 1954/1955 beendete Siegfried Meier seine Oberliga-Karriere bei Motor Zwickau, blieb aber bis 1960 im Reserve-Team weiter aktiv.
Am 17. Oktober 1977 verstarb Siegfried Meier mit 53 Jahren an den Folgen eines Hirntumors.